# SÉCAM

국가별 텔레비전 인코딩. 주황색이 SECAM을 사용하는 국가를 가리킨다.

SÉCAM(프랑스어: Séquentiel couleur avec mémoire, sequential color with memory)은 프랑스에서부터 사용되기 시작한 아날로그 컬러 텔레비전 시스템으로 Compagnie Française de Télévision 사(이후에 톰슨-Thomson-사에 매각되었다.)의 henri de France가 이끄는 팀에서 개발되었다. 이것은 역사적으로 첫 번째 유럽 컬러 텔레비전 표준이다. 텔레비전 주사 방식으로 프랑스에서 개발되었다. SÉCAM은 625개 또는 819개의 주사선이 있으며 매초 25번 완전한 영상을 만든다. 원리는 2개의 색차신호 성분을 주사선마다 바꾸어 송출하는 선순차(線順次) 방식이다.

## 같이 보기
- NTSC
- PAL